# Acraea machequena
Acraea machequena is een vlinder uit de familie van de Nymphalidae. De wetenschappelijke naam van de soort is voor het eerst voorgesteld door Henley Grose-Smith in een publicatie uit 1887.
Deze relatief zeldzame soort komt voor in de bossen en beboste savannes van Oost-Tanzania, Zambia (zeldzaam), Zuid-Malawi, Mozambique, Zimbabwe en Zuid-Afrika (Limpopo, Kwazoeloe-Natal).